# Universidad Politécnica de Pachuca
La Universidad Politécnica de Pachuca (UPP), es una institución pública de educación superior y posgrado, ubicada en el municipio de Zempoala, en el Estado de Hidalgo, México.

## Historia
La UPP inició actividades el 21 de septiembre de 2003, con un curso propedéutico, provisionalmente en las instalaciones de la Universidad Pedagógica Nacional Sede Pachuca. Con fecha 15 de marzo de 2004, se publicó en el periódico oficial del Estado, el Decreto de Creación de la Universidad Politécnica de Pachuca como un “Organismo Descentralizado de la Administración Pública del Estado de Hidalgo”. El Gobierno del Estado de Hidalgo, cedió las instalaciones de la exhacienda de Santa Bárbara, conocida como Rancho Luna y en enero del 2004, iniciaron las clases en las ingenierías en Mecatrónica, Telemática y Biotecnología.

## Oferta académica
La oferta educativa de la Universidad Politécnica de Pachuca es:
- Ingenierías
  - Biomédica
  - Biotecnología
  - Financiera
  - Mecánica automotriz
  - Mecatrónica
  - Redes y Telecomunicaciones
  - Sistemas y Tecnologías Industriales
  - Software
  - Telemática

- Licenciaturas
  - Terapia Física
  - Médico Cirujano

- Especialidades
  - Biotecnología Ambiental
  - Mecatrónica
  - Seguridad Informática

- Maestrías
  - Biotecnología
  - Mecatrónica
  - Tecnologías de la Información y las Comunicaciones
  - Finanzas y Gestión

- Doctorados
  - Biotecnología
  - Ciencias y Tecnologías Avanzadas

## Campus
Esta universidad cuenta con un campus situado a las afueras de la ciudad de Pachuca de Soto. Las instalaciones son muy amplias y se encuentran seccionadas en dos grandes áreas: una unidad académica y una deportiva. En la primera, los alumnos tienen acceso a aulas teóricas, talleres, laboratorios, bibliotecas y centros de cómputo. Mientras que en el centro deportivo pueden llevar a cabo actividades como futbol, basquetbol, tenis, yoga o karate.
El Polideportivo Plata, también conocido como Unidad Deportiva Nacional de las Universidades Politécnicas “La Plata”, la administración de este polideportivo  recae en las autoridades de la UPP. El recinto tuvo una inversión total de 94 millones 57 mil 221 pesos divididos en tres etapas, en las que fue rehabilitaron y construyeron canchas deportivas, un módulo sanitario con fosa séptica, instalaciones hidráulicas e hidrosanitarias y un pórtico de acceso principal. Asimismo, fue construido un estacionamiento, fueron instaladas luminarias y equipo eléctrico y la alberca.
El Polideportivo Plata cuenta con canchas de usos múltiples, de baloncesto, de tenis con pasto sintético, de futbol, pista de atletismo de material sintético, tatami, dos estacionamientos, andadores, áreas verdes, módulo sanitario y una alberca olímpica.